# Kleine Ehscheid
Die Kleine Ehscheid ist ein 372,1 Meter hoher Berg auf dem Gebiet der Ortsgemeinde Elmstein (Landkreis Bad Dürkheim) im Pfälzerwald.

## Geographie

### Lage
Die Kleine Ehscheid befindet sich im nordöstlichen Teil der Waldgemarkung von Elmstein. An ihrem Westfuß befindet sich der Ortsteil Harzofen und an ihrem Nordfuß der Ortsteil Schwabenbach. An ihrem Nordfuß entspringt der Große Schwabenbach, der anschließend entlang ihrer Nordostflanke verläuft.

### Naturräumliche Zuordnung
1. Großregion 1. Ordnung: Schichtstufenland beiderseits des Oberrheingrabens
2. Großregion 2. Ordnung: Pfälzisch-saarländisches Schichtstufenland
3. Großregion 3. Ordnung: Pfälzerwald
4. Region 4. Ordnung (Haupteinheit): Mittlerer Pfälzerwald
5. Region 5. Ordnung: Tal-Pfälzer-Wald

## Kultur
Auf dem Berg befindet sich der Museumswald auf dem Ehscheid Berg; dabei handelt es sich um einen geschlossenen Bestand von 180 Kiefern, die mehr als 250 Jahre alt sind; hinzu kommen außerdem Eichen und Buchen. In diesem Bereich befindet sich außerdem eine Infotafel, die das damalige Forstamt Elmstein aufstellen ließ.

## Tourismus
Über den Berg verläuft ein Wanderweg, der mit einem weiß-blauen Balken gekennzeichnet ist und von Bad Münster am Stein bis nach Sankt Germanshof führt.